# Comuna Beba Veche, Timiș
Beba Veche (germană Altbeba, maghiară Óbéba) este o comună în județul Timiș, Banat, România, formată din satele Beba Veche (reședința), Cherestur și Pordeanu.

## Localizare
Situată la granița cu Ungaria și Serbia, localitatea este traversată de meridianul 20°15′44″ longitudine E în punctul cel mai vestic din România, numit Triplex Confinium, unde se întâlnesc granițele celor trei țări. Din punct de vedere geografic este amplasată în câmpia Tisei. Cea mai apropiată așezare este localitatea Kübekháza din Ungaria, la circa 1,5 km, de care Beba Veche a fost legată în trecut printr-un drum direct. Astăzi legătura dintre cele două localități se poate face doar trecând prin vama de la Cenad, după un ocol de circa 60 km. Granița acționează ca o barieră care izolează Beba Veche. Cea mai apropiată localitate din România este satul Cherestur, la 7 km distanță pe șosea, iar cel mai apropiat oraș este Sânnicolau Mare, la 34 km. Distanța față de municipiul Timișoara este de 101 km. Singura cale de acces către Beba Veche este drumul județean DJ 682 Sânnicolau Mare - Beba Veche.

## Istoric
Localitatea, după cum îi spune și numele, este una din cele mai vechi așezări de pe tot cuprinsul Banatului. Descoperirile arheologice l-au făcut în trecut pe istoricul maghiar Mileker să tragă concluzia că ea datează din epoca de piatră. Judecând după tumuli descoperiți descoperiți pe teritoriul localității, se poate spune că datează cel puțin de pe vremea agatârșilor (sec. VI î.Hr). La venirea maghiarilor, ei i-au dat numele Obeba, adică Beba Veche, tocmai pentru că avea o vechime foarte mare. Istoricul Nicolae Ilieșiu susține că până în secolul V, se numea Vitoliu, după numele ducelui roman Viteliu.
Prima atestare documentară datează din 1247, în timpul domniei regelui Bela IV, într-o cronică în care apare cu numele O Beba. Cronica se păstrează la Muzeul de Istorie din Cluj. La 1330 este distrusă de turci după care urmează o perioadă de vreo două sute de ani în care nu se mai cunosc date despre Beba. În secolului XVI, după cum relatează istoricul Nicolae Ilieșiu și după cum recunoștea și istoricul maghiar Borovski, aici existau 15 case, din care 5 erau maghiare.
După Pacea de la Passarowitz și instaurarea stăpânirii austriece în Banat, se pare că Beba Veche nu mai era locuită, pentru că pe harta lui Mercy din 1723-1725, Beba nu mai apare menționată. La scurt timp după aceasta a început să fie repopulată cu români ortodocși de peste Mureș, fugiți din calea iobăgiei maghiare. Pe harta oficioasă a Banatului Timișan din 1761 apare cu descrierea „altglaubig un wallachisch Ort”. Localitatea este însă reedificată începând cu anul 1760, în timpul celei de-a doua perioade de colonizare a Banatului, cunoscută sub numele de „colonizarea tereziană”, după numele împărătesei Maria Terezia. Până în 1779 sosesc la Beba circa 300 de familii de șvabi, ca urmare a programului de colonizare, dar concomitent se așează aici și români și maghiari.
În 1781 Erariul (fiscul imperial) a vândut mai multe domenii ale statului, printre care și Beba, cumpărată de contele Ignațiu Batthyány. Un an mai târziu acesta a devenit episcop catolic de Alba Iulia. Moșia lui de la Beba includea și Oroslamoș (în prezent în Serbia), Valcani, Cherestur și Cociorhat. Episcopul a locuit destul de mult la Beba și a înființat aici parohia romano-catolică. Tot el a adus în 1792 coloniști maghiari.
În 1838 au fost așezați în partea dinspre Valcani coloniști germani, formându-se sătulețul Batthyánhaza, nume dat în cinstea episcopului Batthyány. Cu timpul satul s-a contopit cu Beba Veche. A urmat apoi parcelarea domeniilor din 1840 și întemeierea satului vecin Kübekháza.
În timpul dualismului austro-ungar, după instalarea guvernului condus de Dezső Bánffy în anul 1895, a fost practicată o politică de maghiarizare. Această stare de lucruri a durat până după primul război mondial. Spre sfârșitul secolului XIX și începutul secolului XX mulți locuitori au emigrat în America, iar o parte din ei s-au întors cu capitaluri importante, ajutând la dezvoltarea economică.
În urma unirii Banatului cu România zona a fost disputată de cele trei țări și pentru o vreme statul graniței a fost neclar. La Conferința de Pace de la Paris, prim-ministrul Ion I.C. Brătianu cerea recunoașterea granițelor unei Românii care includea întreg Banatul, cu granița pe Tisa inferioară până la vărsarea acesteia în Dunăre și apoi cursul Dunării. Conferința însă a decis linia de demarcație care s-a păstrat până astăzi, cu excepția unei rectificări care a avut loc în 1923. 
La 24 noiembrie 1923 România și Regatul Sârb au încheiat la Belgrad un protocol pentru un schimb teritorial. România se angaja să cedeze comunele Pardany, Modoș, Surgan, Crivobara și Nagy Gaj, în timp ce Regatul Serbiei ceda României Beba Veche, Pusta-Kerestur, Ciorda, Iam și orașul Jimbolia. 
Beba Veche s-a aflat sub administrație sârbească din 25 martie 1921 și până în 10 aprilie 1924, dată la care Beba Veche a intrat oficial în componența statului român.

## Politică
Comuna Beba Veche este administrată de un primar și un consiliu local compus din 9 consilieri. Primarul, Ioan Bohancanu[*], de la Coaliția Națională pentru România, este în funcție din 2004. Începând cu alegerile locale din 2024, consiliul local are următoarea componență pe partide politice:
|  | Partid                                 | Consilieri | Componența Consiliului | Componența Consiliului | Componența Consiliului | Componența Consiliului | Componența Consiliului | Componența Consiliului |
|  | -------------------------------------- | ---------- | ---------------------- | ---------------------- | ---------------------- | ---------------------- | ---------------------- | ---------------------- |
|  | Coaliția Națională pentru România      | 6          |                        |                        |                        |                        |                        |                        |
|  | Alianța pentru Unirea Românilor        | 2          |                        |                        |                        |                        |                        |                        |
|  | Uniunea Democrată Maghiară din România | 1          |                        |                        |                        |                        |                        |                        |

## Obiective turistice
- Biserica Ortodoxă „Sfânta Născătoare de Dumnezeu” (1779), monument istoric[5]

## Demografie
Componența etnică a comunei Beba Veche
     Români (71,69%)
     Maghiari (22,74%)
     Alte etnii (0,68%)
     Necunoscută (4,89%)
Componența confesională a comunei Beba Veche
     Ortodocși (60,54%)
     Romano-catolici (30,95%)
     Penticostali (1,58%)
     Reformați (1,05%)
     Alte religii (0,6%)
     Necunoscută (5,27%)
Conform recensământului efectuat în 2021, populația comunei Beba Veche se ridică la 1.328 de locuitori, în scădere față de recensământul anterior din 2011, când fuseseră înregistrați 1.539 de locuitori. Majoritatea locuitorilor sunt români (71,69%), cu o minoritate de maghiari (22,74%), iar pentru 4,89% nu se cunoaște apartenența etnică. Din punct de vedere confesional, majoritatea locuitorilor sunt ortodocși (60,54%), cu minorități de romano-catolici (30,95%), penticostali (1,58%) și reformați (1,05%), iar pentru 5,27% nu se cunoaște apartenența confesională.

### Evoluție istorică
Populația comunei a evoluat după cum urmează:

## Economie
Economia satului este preponderent axată pe agricultură. Perspectivele economice sunt favorabile, în primul rând datorită apropierii intrării României în spațiul Schengen, fapt care va permite deschiderea punctului de frontieră cu Ungaria. În al doilea rând, primăria, împreună cu Consiliul Județean Timiș, cu partea sârbă și ungară, sunt în stadiu destul de avansat de derulare a proiectului de deschidere a parcului industrial Triplex Confinium, amplasat la întretăierea granițelor celor trei țări și care are potențialul de a transforma Beba Veche dintr-o localitate agricolă în una industrială.

## Personalități
- Ödön Téry

## Imagini din Beba Veche

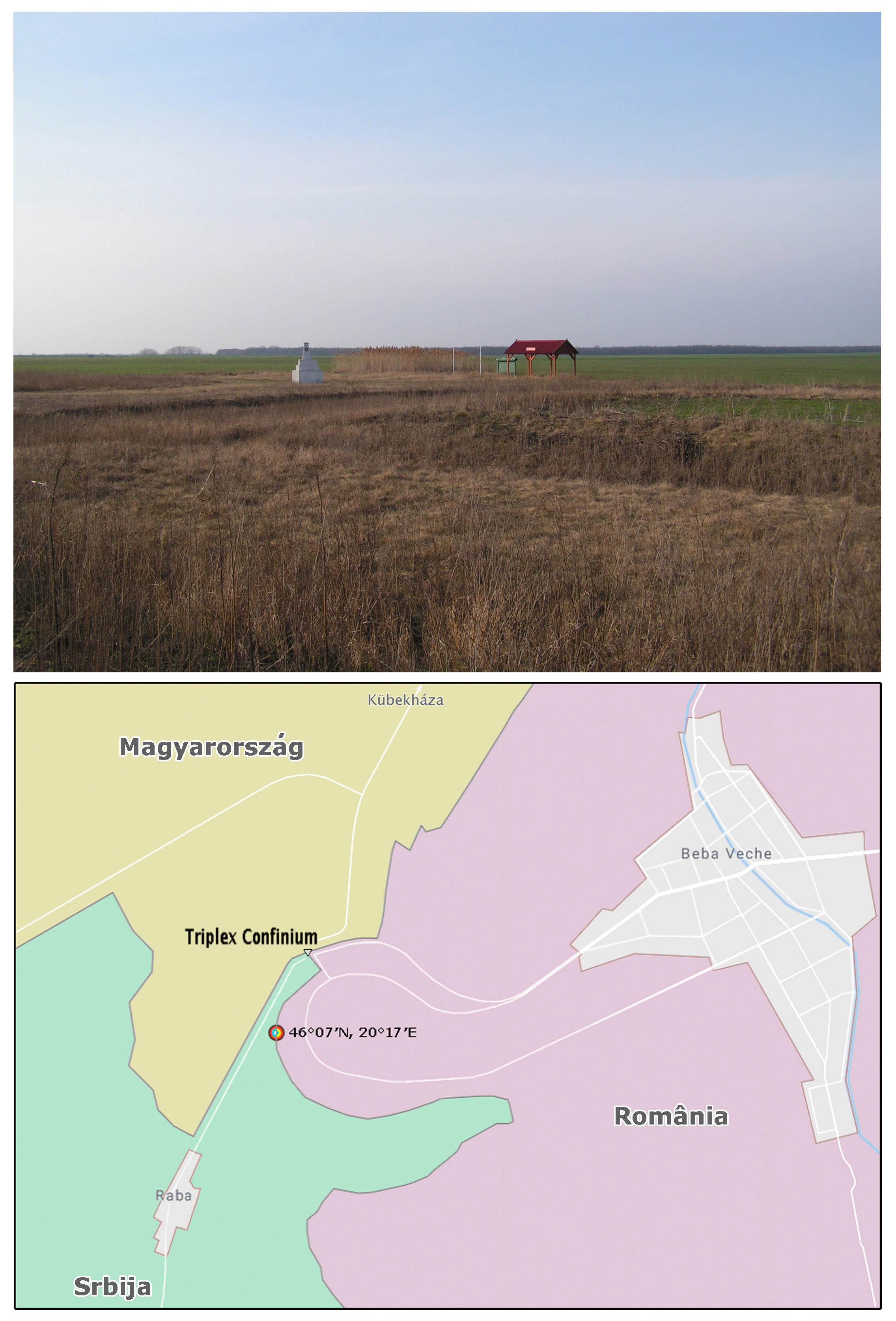
„Triplex Confinium” (tripunctul frontierelor România-Serbia-Ungaria), la câteva zeci de metri la nord de punctul cel mai occidental al României
Foişor grăniceresc de pe vremea „cortinei de fier”
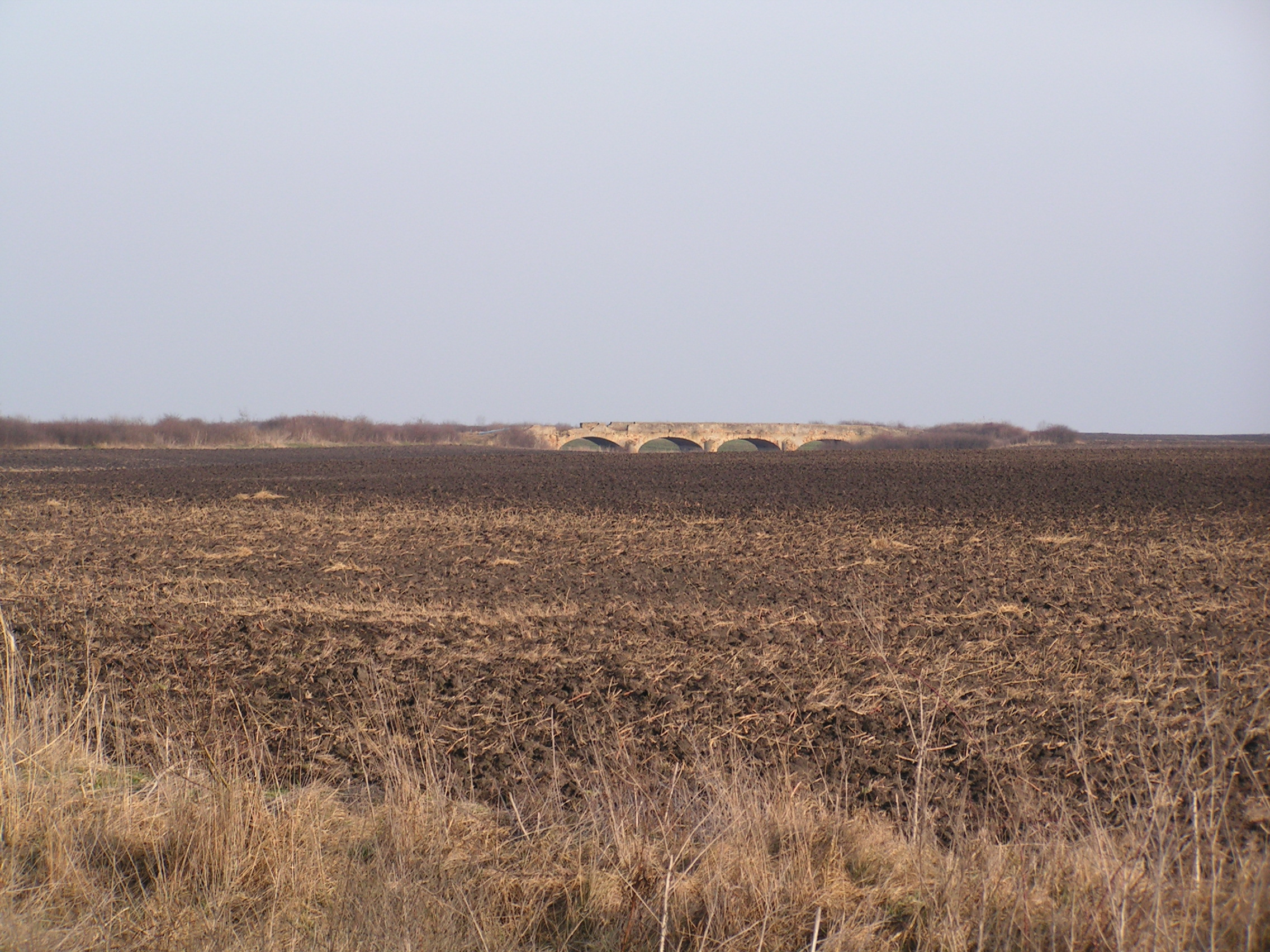
Podul vechi
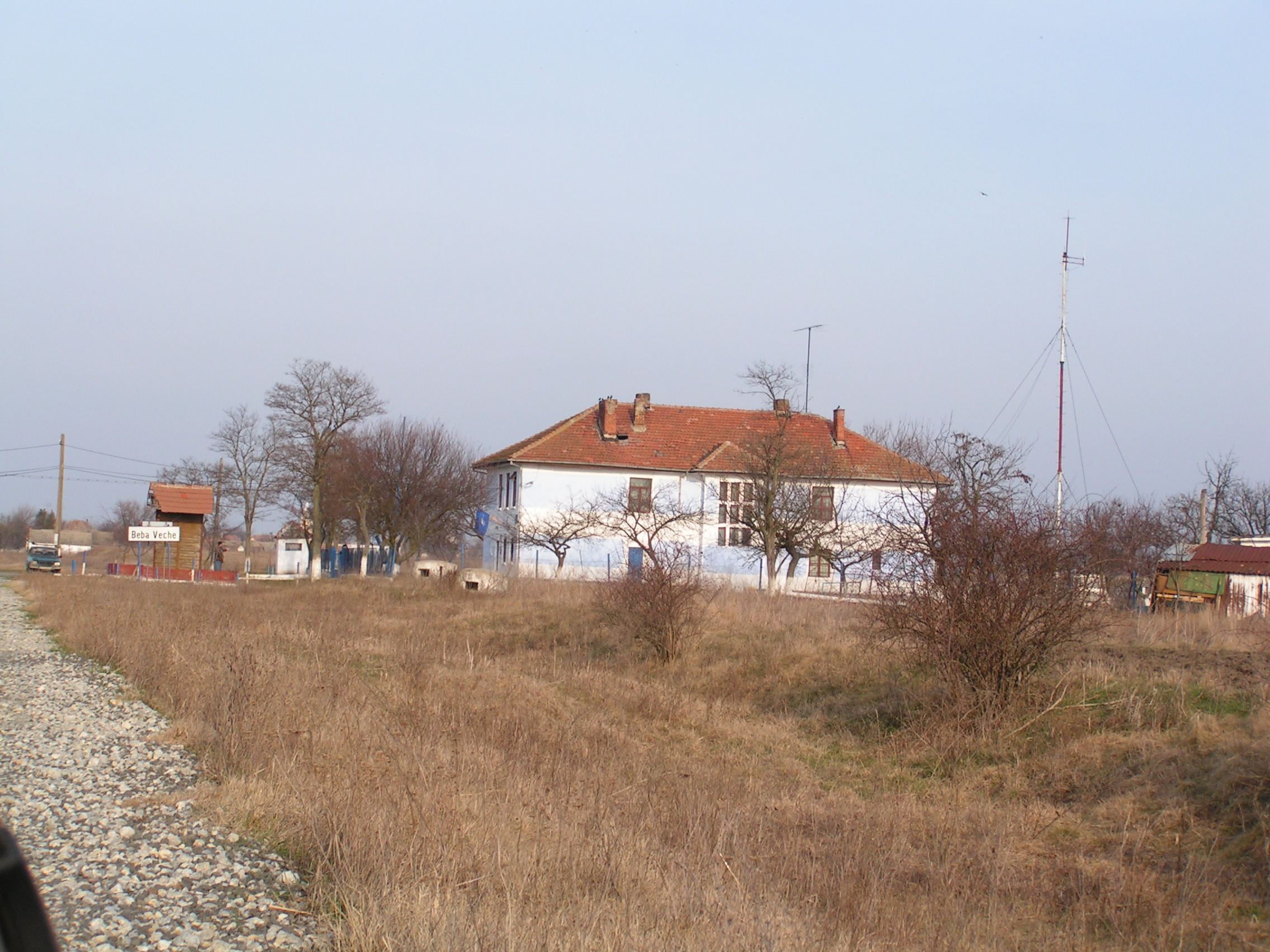
Pichetul grănicerilor